# Güven Hokna
Güven Hokna, née le 30 novembre 1944 à Ankara en Turquie, est une actrice turque. En 1967, elle est diplômée du Conservatoire d’État d'Ankara (en). Elle est connue pour ses rôles dans la série télévisée Yaprak Dökümü, le film Eskiya le bandit et la série Ikinci Bahar.
Diplômé du Conservatoire d'État d'Ankara de l'Université Hacettepe en 1967, Hokna a travaillé pendant 35 ans dans des théâtres d'État. connue pour la série Ferhunde Hanımlar et faisant connaître sous le nom d'Eşkıya, a atteint le sommet de sa profession avec le rôle de Neriman dans la série Second Spring. Elle a joué le personnage de Hayriye Tekin dans la série, Yaprak Dökümü, sur Kanal D.

## Filmographie

### Cinéma
- 1996 : Eşkıya (Eşkıya) : Sevim
- 2007 : Ayak Altında (Ayak Altında)

### Télévision
- 1993-1999 : Ferhunde Hanımlar (Ferhunde Hanımlar) : Suzi
- 1998 : Deuxième printemps (İkinci Bahar) : 	Neriman
- 2002 : Kumsaldaki İzler (Kumsaldaki İzler) : Nimet
- 2002-2003 : Zerda (tr) : Sultan Ana
- 2003 : Havada Bulut (Havada Bulut) : 	Gülizar
- 2004 : Avrupa Yakası (Avrupa Yakası) :
- 2004-2005 : Kurtlar Vadisi (série) (Kurtlar Vadisi) : Nergis Karahanlı
- 2006-2010 : Yaprak Dökümü (Yaprak Dökümü) : Hayriye Tekin
- 2010 : Beyaz Show (Beyaz Show) : Kendisi
- 2011 : Sensiz Olmaz : Gülümser
- 2012 : Huzur Sokağı (Huzur Sokağı) : Saadet
- 2015 : Sen Benimsin (Sen Benimsin) : Bereket
- 2017-2018 : Bahtiyar Ölmez (Bahtiyar Ölmez) : Latife
- 2019-2020 : Hercai (Hercai) : Şükran